# 潘塔利亞
50°26′17″N 25°45′43″E / 50.43806°N 25.76194°E

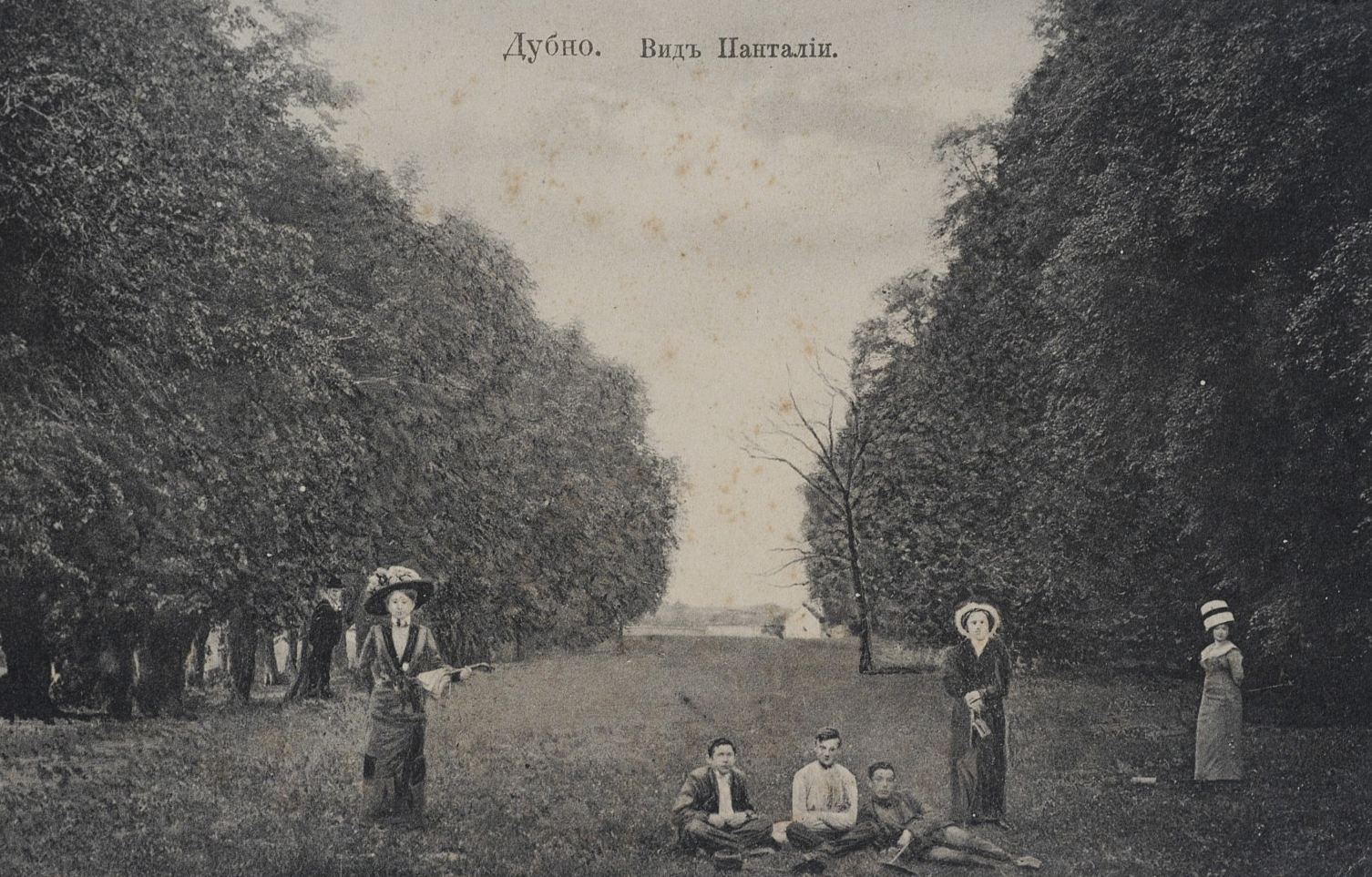

潘塔利亞（烏克蘭語：Панталія），是烏克蘭的村落，位於該國西北部羅夫諾州，由杜布諾區負責管轄，面積0.04平方公里，海拔高度193米，2001年人口401，人口密度每平方公里9,780.5人。